# Comitati d'Azione per l'Universalità di Roma

Les Comitati d'Azione per l'Universalità di Roma ou CAUR (en français « Comités d'action pour l'universalité de Rome ») sont une organisation internationale créée par Benito Mussolini pour fédérer divers mouvements politiques européens favorables à sa politique. Ils sont dirigés par Eugenio Coselschi.

## Genèse et histoire
À partir de la fin de la décennie 1920, le régime fasciste italien commença à diriger ses regards au-delà des frontières de l’Italie. La doctrine de l’universalisme fasciste fut portée par de nombreux hiérarques et intellectuels, puis finalement adoptée par le Duce lui-même.
En juillet 1933, Benito Mussolini décida donc, inspiré des idées d’Asvero Gravelli, de constituer les Comitati d’Azione per l’Universalità di Roma (en abrégé CAUR), dont la présidence fut confiée à l’avocat Eugenio Coselschi, bien que rapidement, dès 1934, l'homme fort en était devenu Alessandro Pavolini. Coselschi, précédemment militaire et ordonnance de Gabriele D'Annunzio à Fiume, jeta les fondements de la nouvelle organisation, avec l’appui de Fulvio Suvich et de Dino Alfieri. Ainsi fut posée la base d’une internationale fasciste, qui sera à bien des égards le pendant du Komintern communiste, dotée d’une structure très charpentée, comportant des inspecteurs itinérants, un service de renseignements, et s’engageant dans des actions de propagande ou dans des activités à la limite de la conspiration etc..
Au départ, les CAUR avaient pour mission d’encadrer les sympathisants étrangers résidant en Italie et, ensuite, de préparer le terrain en territoire étranger par la création d’un réseau de relations entre le parti-guide italien et ses épigones dans les autres pays. L’objectif fondamental, selon le principe directeur de Gravelli, était de mettre en place une sorte de panfascisme, c'est-à-dire une façon d’union et de collaboration entre tous les mouvements et toutes les expériences fascistes européennes, de sorte à composer un ensemble continental fasciste, en opposition au groupe des penseurs de la tendance démocratique. Dans cette optique, les Comitati d’Azione per l'Universalità di Roma devaient démontrer et renforcer la supériorité du fascisme face aux doctrines adverses, capitalisme libéral et marxisme, et fédérer les mouvements et intellectuels fascistes de toute l’Europe autour du fascisme italien, du mythe de la latinité, et de la figure du Duce. Une conférence mondiale fut convoquée à Montreux en 1934, et une deuxième, dans la même ville, en avril 1935.
Les CAUR cependant se trouvèrent soudainement devant la difficulté de donner une définition univoque du fascisme, étant donné les grandes disparités existant entre les partis qui se définissaient tels. En outre, ils furent parfois accusés de mettre sur pied une véritable organisation de surveillance, par infiltration dans les mouvements fascistes étrangers.
En septembre 1938, dans son message adressé à l’« Internationale fasciste » d’Erfurt, le président des CAUR, Eugenio Coselschi, déclara se réclamer, entre autres, de la « sagesse du Coran », par opposition aux « néfastes doctrines qui proposent la sujétion de toutes les nations et de toutes les races à la tyrannie d’une seule race soumise aux prescriptions du Talmud ». Du reste, au cours des années 1930, les appels se feront de plus en plus fréquents à une « collaboration constructive entre deux inestimables forces spirituelles que sont le fascisme et l’islamisme ».
Les CAUR furent dissous en 1939.

## Le Congrès international fasciste de Montreux
Les CAUR organisent le « Congrès international fasciste » à Montreux les 16 et 17 décembre 1934.
Sont présents le français Marcel Bucard du Parti franciste, le belge Paul Hoornaert (Légion nationale), le roumain Ion Motza (Garde de fer), le norvégien Vidkun Quisling (Nasjonal Samling), l'espagnol Gimenez Caballero (Phalange), l'irlandais Eoin O'Duffy (Army Comrades Association), le néerlandais Wouter Loutkie (Front noir), le danois Frits Clausen (Parti national-socialiste danois), le suisse Arthur Fonjallaz, le portugais António Eça de Queirós (Nacional-Sindicalismo Português) et un représentant de l'Heimwehr autrichienne. 
Dans le contexte de l'assassinat, quelques mois auparavant, du chancelier austro-fasciste Dolfuss, l'Allemagne nazie n'est pas représentée.

## La Commission de coordination pour le fascisme universel
Elle se réunit trois fois à Paris, Amsterdam, et Montreux en 1935, manifestant son soutien à la politique coloniale de Benito Mussolini tout en condamnant le « paganisme et [le] racisme nazis ».

## Le Congrès de la Ligue pour la réforme de la Société des Nations
Ce congrès est organisé à Bruxelles par la branche belge des CAUR. Dans les faits, ce 4 septembre 1936, c'est « la fine fleur de l'extrême-droite francophone » qui se rassemble à cette occasion afin de marquer son opposition au Rassemblement universel pour la paix réuni à Bruxelles également. S'y retrouvent, outre Raoul Follereau en sa qualité de président de l'Union latine, le Vicomte Charles Terlinden, président du CAUR belge organisateur, Paul Hoornaert et Fernand Dirix de la Légion belge, le fasciste suisse Georges Oltramare ou encore le français Louis Darquier de Pellepoix, conseiller municipal antisémite de Paris. Georges Claude, Xavier Vallat, Claude Farrère et Jean-Marie Musy sont absents, mais ont envoyé leur adhésion. Léon Degrelle, quant à lui, est absent mais se fait représenter par le rexiste Paternoster.